# 短叶香茶菜
短叶香茶菜（学名：Isodon brevifolius）为唇形科香茶菜属下的一个种。